# Plaza de toros de Alburquerque
La plaza de toros de Alburquerque se encuentra en la localidad de Alburquerque (Extremadura), siendo la segunda plaza de toros más antigua de Extremadura, está catalogada como plaza de toros de tercera categoría, fue construida por una Fundación creada a tal fin, formada por un grupo de aficionados alburquerqueños de toda clase y condición social y nivel económico, que compraron los terrenos, y que junto al Ayuntamiento pudieron construirla, entidad a la que se le cedió la propiedad, en la que se construyeron además viviendas bajo los tendidos para poder sufragar así con la venta de esos inmuebles los enormes gastos que supuso su construcción, una característica, ésta de contar con viviendas bajo sus graderíos, que la diferencia de otras plazas. 
Cuenta con un aforo de 4.500 localidades, fue inaugurada en 1880 siendo conocida popularmente como "La Bonita", nombre con el que se refería a ella el locutor de radio Julio Luengo, quedando así "bautizada" para siempre.

## Historia
Fue inaugurada en el año 1880 por el diestro Frascuelo lidiando el solo 3 toros de la legendaria ganadería de Jacinto Trespalacios.
El debut en la plaza del rejoneador Antonio Cañero en 1926, figura entonces de primer nivel en la época con un marcado estilo propio, con toros de Arcadio Albarrán, supuso un antes y un después en la historia de la plaza.
La plaza de toros comenzó su andadura con 2.000 localidades, pero más tarde el Ayuntamiento de la localidad hizo una reforma ampliando su capacidad a 4.500 espectadores gracias a las obras realizadas por la Escuela Taller de albañilería, forja y carpintería "Adelardo Covarsí", localidades que son con las que cuenta actualmente; su reinauguración se produjo el 4 de junio del 2000 con la celebración de un festival en el que realizaron el paseíllo los diestros Espartaco, Jesulín de Ubrique y Pedrito de Portugal, lidiando reses de la ganadería de Juan Antonio Ruíz Espartaco, indultándose dos novillos.
Durante las décadas de los 70 y 80, estando al frente del coso el empresario Jacinto Alcón, se instituyó el Trofeo Álvaro Domecq, participando anualmente en el mismo las principales figuras del arte de rejoneo de España y Portugal, el primer trofeo se celebró el 10 de septiembre de 1970, siendo lidiados novillos toros del Excmo. Marqués de Valdueza por los rejoneadores Álvaro Domecq, Fermín Bohorquez, José Lupi y Gregorio Moreno Pidal.
Ya en el año 2003, concretamente el 2 de marzo, con José Cutiño como nuevo empresario, se volvió a celebrar una corrida de toros justo un siglo después de la última (1928), pues hasta entonces se habían organizado festejos de rejones, novilladas y festivales, lidiándose reses de la ganadería Concha y Sierra por los diestros Javier Conde, Antonio Barrera y Serafín Marín. 
El 21 de mayo de 2023 tuvo lugar la final del I Bolsín Taurino "Cairel de Plata", instituyéndose así este concurso anual de escuelas taurinas organizado por la Asociación Cultural y de Conservación de los Cosos de Extremadura (ACCOEX), por lo que con motivo de tal evento y de la nueva rehabilitación y acondicionamiento integral de la plaza, se inauguró y bendijo además su nueva capilla, dependencia de la que carecía la plaza hasta entonces, destinada al culto del Señor Nazareno Cautivo (Señor de Alburquerque), siendo donada íntegramente por la Cofradía Esclavitud de Nuestro Padre Jesús Nazareno Cautivo y Rescatado (Antigua Cofradía de la Esclavitud del Señor).

## Hitos
El día 9 de septiembre de 1883 resultó volteado por un toro de la ganadería de Escolástico Rubio el matador de toros pacense Juan Cuervo Paso, falleciendo días después, el 24 de septiembre, como consecuencia del grave traumatismo en el Hospital San Sebastián, de Badajoz. Según las crónicas de la época no sufrió cornada alguna pero salió despedido a varios metros.
El 8 de septiembre de 1886 el banderillero segedano Eloy Moreno Fernández “Morenito” resultó cogido mortalmente al poner un par de banderillas al toro “Ligero" de la ganadería de Filiberto Mira, falleciendo a las seis de la tarde el 9 de septiembre en el hospital de Badajoz donde fue trasladado de urgencia.

## Características
La plaza posee las siguientes dependencias:
- Embarcadero
- Corrales y chiqueros (Para tres corridas)
- Desolladero
- Enfermería y sala de curas
- Capilla
- Un ruedo de 46 m
- Callejón
- Tendidos para 4.500 espectadores
- 2 plantas, una de tendidos y otra de palcos
- 10 palcos (Central para Presidencia)
- Palco para banda de música
- Taquillas
- Aseos
- Almacén
- Patio de cuadrillas y Puerta Grande
- Patio de arrastre